# Moby Wonder
Le Moby Wonder est un ferry rapide de la compagnie italienne Moby Lines. Construit entre 2000 et 2001 aux chantiers sud-coréens DSME, il est le premier navire rapide commandé par Moby avec son jumeau le Moby Freedom. Mis en service en mai 2001 sur les lignes entre le continent italien, la Sardaigne et la Corse, il sera cependant transféré à plein temps sur la Sardaigne à partir de 2012.

## Histoire

### Origines et construction
À la fin des années 1990, les lignes maritimes depuis l'Italie continentale vers la Sardaigne et la Corse sont, depuis quelques années, le théâtre d'une certaine émulation entre la compagnie italienne Moby Lines et l'armateur bastiais Corsica Ferries. Ce dernier capte, à cette époque, l'essentiel du flux des passagers transitant par la Ligurie, notamment grâce à la mise en service d'un navire à grande vitesse au départ de Savone, ayant pour effet de multiplier les fréquences. En conséquence, Moby voit sont trafic depuis le port de Gênes stagner, voire se réduire. Lorsqu'en septembre 1998, Corsica Ferries annonce la mise en service prochaine de deux navires neufs inspirés des ferries rapides grecs de dernière génération sur les lignes corses et sardes, la direction de Moby décide alors d'investir elle aussi dans la construction de navires similaires.
Afin de se maintenir au niveau de son concurrent, Moby passe dès le mois de mars 1999 la commande de deux navires rapides aux chantiers sud-coréens Daewoo Shipbuilding & Marine Engineering (DSME), il s'agit de la première commande de navire neuf de la compagnie depuis 1980. Conçus sur le modèle des ferries rapides des compagnies grecques Superfast Ferries et Minoan Lines, les futures unités de Moby seront dotées d'un appareil propulsif dernier cri avec quatre moteurs diesels de 50 400 kW leur permettant d'atteindre des vitesses de 27 nœuds. Étant prévus pour être en partie exploités sur la Corse, leur longueur est limitée à 176 mètres afin de pouvoir manœuvrer convenablement dans le port de Bastia, même les jours de pointe. Cette contrainte concernant la longueur des navires leur confèrera une silhouette très massive qui leur vaudront le surnom de « cubes ». La capacité envisagée est d'environ 2 000 passagers, les locaux leur étant destinées sont prévus pour être variés et de qualité avec plusieurs espaces de restauration et des bars, dont un spacieux bar-spectacle sur trois étages surplombé d'une immense baie vitrée à l'avant du navire et un bar lido avec piscine. Les installations ne sont pas en reste avec plus de 300 cabines privatives avec salles de bains et un salon fauteuils. Le garage est quant à lui pensé pour accueillir simultanément des véhicules mais aussi du fret. Ainsi, celui-ci couvre au total la hauteur de quatre ponts pour une capacité de 1 950 mètres linéaires ou 665 véhicules.
Le premier navire, baptisé Moby Wonder, est lancé à Okpo le 3 octobre 2000. Après finitions, il est livré à Moby Lines le 15 mai 2001.

### Service
Après avoir quitté la Corée du Sud pour rejoindre la Méditerranée, le Moby Wonder entame son service commercial le 31 mai 2001, dans un premier temps entre l'Italie continentale et la Sardaigne, mais aussi vers la Corse à partir du mois de juillet. Sa vitesse permet de réduire considérablement le temps de traversée entre Gênes et Bastia qui passe ainsi de 6h à environ 4h45.
En 2004, quelques modifications sont apportées au car-ferry, outre une vingtaine de cabines ajoutées au pont 6 à la place d'une partie du bar avant, le principal changement réside dans la décoration de la coque massive avec des personnages issus des Looney Tunes, remplaçant la traditionnelle baleine de Moby. Les aménagements intérieurs sont légèrement modifiés et intègrent ainsi diverses références aux célèbres personnages. Ce procédé, tout d'abord expérimenté sur le Moby Freedom, deviendra rapidement la nouvelle identité visuelle de Moby Lines et sera progressivement appliqué sur les autres navires de la flotte.
Le 17 décembre 2010, le Moby Wonder entre en collision avec le cargo Delfino Bianco dans le port d'Olbia. Le choc occasionne une large déchirure sur le flanc tribord arrière du car-ferry au niveau du pont garage supérieur.
En 2012, la crise du marché italien des lignes vers la Sardaigne et la Corse conduit à une baisse significative de l'offre sur les deux axes. En conséquence, le Moby Wonder quitte les lignes de la Corse et est redéployé à temps plein sur la Sardaigne.

Le Moby Wonder à Livourne en mai 2013.

Le 12 septembre 2013, un homme de 72 ans est pris d'une crise cardiaque alors qu'il est sur le pont du navire qui est en route pour Livourne. L'homme ne pouvant être évacué par hélicoptère à cause de fortes rafales, le car-ferry est dérouté vers Porto-Vecchio, en Corse, où l'homme est transporté vers l'hôpital le plus proche. Le Moby Wonder ne reprend sa route qu'à 21 h 0 et atteint Livourne à 1 h 30 avec plus de 4 heures de retard.
Le 10 octobre 2016, après avoir quitté Livourne, un jeune passager est pris d'un malaise. Nécessitant une évacuation, le Moby Wonder se trouvant à 20 miles de Livourne fait demi-tour pour retourner au port où l'enfant est débarqué puis conduit à l'hôpital.
Le 6 septembre 2019, Moby Lines annonce qu'un accord consistant en la cession du Moby Wonder et du Moby Aki a été signé avec l'armateur danois DFDS qui livrera en échange les jumeaux King Seaways et Princess Seaways à la compagnie italienne. Le projet sera cependant mis à mal fin octobre en raison du refus des créanciers de Moby de lever l'hypothèque pesant sur le navire, conduisant à l'annulation de l'accord alors que des travaux de transformations en vue de sa livraison avaient déjà été entamés aux chantiers de Gênes.
Immobilisé à Gênes pendant presque un mois, le navire est remis en service entre Livourne et Olbia à la fin du mois de novembre.
À partir de juin 2020, le navire et son jumeau sont remplacés entre Livourne et Olbia par le Sharden et le Nuraghes de la compagnie Tirrenia. En conséquence, le Moby Wonder retourne sur son affectation historique entre Gênes et la Sardaigne mais conserve toutefois la desserte depuis Piombino. Il retrouve également la ligne entre Gênes et Bastia qu'il n'avait plus effectué depuis 2011.
Le 3 juin 2024, Le Moby Wonder fait sa première escale dans le port d'Ajaccio. Le 6 juin 2024, le bateau quitte le port d'Ajaccio et se retrouve immobilisé au mouillage du large au Ricanto. Le 7 juin, le navire est revenu dans le port à cause du blocage du bateau dans le golfe d'Ajaccio en raison d'une inspection technique pour que le navire reprenne la mer. Le 12 juin 2024, le navire à quitté le port d'Ajaccio.

## Aménagements
Le Moby Wonder possède 10 ponts. Il devrait, normalement, en compter 11 mais son garage inférieur situé au pont 3 s'étend sur deux niveaux complets afin de pouvoir transporter du fret. Les ponts 6 à 9 sont entièrement dédiés aux passagers tandis que l'équipage occupe l'arrière des ponts 1, 4 et 5 et l'avant du pont 9. Le garage occupe quant à lui les ponts 1, 3, 4 et 5.

### Locaux communs
Le Moby Wonder possède de nombreuses installations de qualité destinées aux passagers dont la majeure partie se situe sur le pont 8. Le navire dispose ainsi de quatre espaces de restauration sur le pont 8, de trois bars dont un extérieur avec piscine, et d'une galerie marchande. Ces installations seront modernisées à plusieurs reprises, notamment en 2004 où diverses références aux Looney Tunes sont intégrées dans la décoration.
Depuis lors, les installations du car-ferry sont organisés de la manière suivantes :
- Show Lounge, le grand bar avant sur trois étages surplombé d'une verrière occupant les ponts 6 à 8 avec une piste de danse, très animé l'été ;
- Sport Bar, bar sur deux étages situé à la poupe sur les ponts 7 et 8 ;
- Lido Bar, bar extérieur avec piscine situé au milieu sur le pont 9 ;
- Time Out, restaurant à la carte sur le pont 8 à bâbord vers l'avant du navire ;
- Mascalzone Latino, libre-service situé vers poupe du côté bâbord sur le pont 8 ;
- ACME Pizzeria, pizzeria sur le pont 8, décorée dans le thème de l'entreprise fictive ACME apparaissant de manière récurrente dans les dessins animés Looney Tunes ;
- Cafeteria Snack Bar, Point de restauration rapide au pont 8 au milieu du navire ;

En plus de ces installations, une boutique située sur le pont 8 est présente ainsi qu'une salle de jeux pour enfants et un espace d'arcade à proximité. Le navire possède également un glacier ouvert durant l'été.

### Cabines
Le Moby Wonder dispose de 320 cabines situées sur les ponts 6 et 7. Ces cabines, internes et externes, sont le plus souvent équipée de deux à quatre couchettes ainsi que de sanitaires comprenant douche, WC et lavabo. Quelques-unes proposent quant à elles un grand lit à deux places.

## Caractéristiques
Le Moby Wonder mesure 174,99 m de long pour 27,60 m de large et son tonnage est de 36 093 UMS. Le navire a une capacité 1 880 passagers et est pourvu d'un garage pouvant accueillir 665 véhicules répartis sur 4 niveaux. Le garage était à l'origine accessible par trois portes rampes, deux situées à l'arrière et une à l'avant. La porte avant sera cependant condamnée en 2018. La propulsion est assurée par quatre moteurs diesels Wärtsilä 12V46 développant une puissance de 51 470 kW entraînant deux hélices à pas variable faisant filer le bâtiment à une vitesse de 27 nœuds. Le Moby Wonder possède quatre embarcations de sauvetage couvertes de grande taille, deux sont situées de chaque côté vers le milieu du navire. Elles sont complétées par une embarcation de secours à tribord et un canot semi-rigide à bâbord. En plus de ces principaux dispositifs, le navire dispose de plusieurs radeaux de sauvetage à coffre s'ouvrant automatiquement au contact de l'eau. Le navire est doté de deux propulseurs d'étrave facilitant les manœuvres d'accostage et d'appareillage.

## Lignes desservies
À sa mise en service, le Moby Wonder desservait principalement la Sardaigne au départ de l'Italie continentale sur les lignes depuis Livourne, Piombino et Civitavecchia vers Olbia. Durant l'été, le navire était affecté à la desserte combinée de la Sardaigne et de la Corse, principalement au départ de Gênes en tandem avec son jumeau le Moby Freedom. En 48 heures, le navire effectuait ainsi les liaisons Gênes - Bastia et Civitavecchia - Olbia de jour et Gênes - Olbia de nuit.
De 2012 à 2020, le navire est transféré à l'année sur la ligne entre Livourne et Olbia de jour et de nuit, et effectue également des traversées depuis Piombino durant l'été.
Depuis juin 2020, il effectue de nouveau les traversées entre Gênes et Olbia et conserve la desserte de ce port depuis Piombino. À l'exception de la saison 2022, il est également employé sur des traversées de jour vers la Corse entre Gênes et Bastia.